# أنطونيو مارتينيز
أنطونيو مارتينيز (بالإسبانية: Antonio Martínez)‏ (9 يوليو 1977 بولاية خاليسكو في المكسيك - ) هو لاعب كرة قدم مكسيكي في مركز الوسط. لعب مع لوس أنجلوس غلاكسي ونادي دالاس ونادي سالامانكا ونادي شيفاز يو إس أي ونادي نيكاكسا وGeneration Adidas ‏.

## وصلات خارجية
- أنطونيو مارتينيز على موقع الدوري الأمريكي (الإنجليزية)
- أنطونيو مارتينيز على موقع قاعدة بيانات كرة القدم.إي يو (الإنجليزية)